# Krzysztof Baliński
Krzysztof Andrzej Baliński (ur. 9 czerwca 1947 w Będzinie) – polski dyplomata i politolog specjalizujący się w problematyce krajów arabskich. Ambasador Polski w Syrii (1991–1994), z akredytacją w Jordanii (1991–1995).

## Życiorys
Należał do młodzieżowych organizacji okresu PRL: ZMS i
ZSP. Od 1970 członek PZPR. W 1971 ukończył studia na Wydziale Filologicznym UJ (kierunek filologia orientalna). Później odbył staż asystencki w Katedrze Orientalistyki UJ i studia podyplomowe w Institut d’Etudes Politiques w Paryżu w latach 1978–1979. Studiował także w Damaszku.
W latach 1973–1975 pracował jako tłumacz w Ambasadzie PRL w Damaszku. W latach 1983–1987 pracował w Ambasadzie PRL w Trypolisie. W latach 1988–1991 był naczelnikiem Wydziału Bliskiego Wschodu i Północnej Afryki w Departamencie II i Departamencie Azji, Afryki, Ameryki Łacińskiej i Oceanii. W latach 1991–1994 był ambasadorem nadzwyczajnym i pełnomocnikiem RP w Syrii i Jordanii. W 2001 uzyskał I stopień służbowy urzędnika Służby Cywilnej. W latach 2009–2012 był naczelnikiem Wydziału w Centrum Operacyjnym.
Jest członkiem Polskiego Towarzystwa Orientalistycznego. Posiadał uprawnienia tłumacza przysięgłego języka arabskiego. Autor publikacji poświęconych problematyce międzynarodowej i polskiej dyplomacji zamieszczanych m.in. w tygodnikach „Nasza Polska”, „Tygodnik Solidarność” i „Głos”. Od 2012 stały współpracownik „Warszawskiej Gazety” i „Polski Niepodległej”.

## Publikacje
- MSZ polski czy antypolski[3]
- Ministerstwo Spraw Obcych[4]
- Ministerstwo Spraw Przegranych[5]
- Polska czy Polin. Sekrety relacji polsko-żydowskich[6]
- Judejczykowie nas podchodzą. O mieniu pożydowskim w Polsce[7]
- Polska czy UkroPolin, czyli Polska Palestyną Europy[8]